# Xeriku
Xeriku va ser un regne del nord d'Elam, sotmès pel rei Sargon I d'Accad. Es va revoltar cap al 2275 aC contra Accad, sembla que aprofitant el cop d'estat que va deposar Rimuix d'Accad i va proclamar al seu germà gran Manixtuixu, però aquesta revolta no va reeixir.
Després va estar supeditat a Simaixki i a Elam (Susa).